# 蒂萨伊高尔
蒂萨伊高尔（匈牙利語：Tiszaigar）是匈牙利亚斯-瑙吉孔-索尔诺克州所辖的一个村，总面积34.02平方公里，总人口819，人口密度24.1人/平方公里（2010年1月1日）。